# 溝の中の月
『溝の中の月』（仏: La lune dans le caniveau 英: The Moon in the Gutter）は、1983年のフランス映画。

## 概要
1981年に長編第1作目の『ディーバ』でセザール賞新人作品賞など4部門を受賞したジャン＝ジャック・ベネックスが、デイヴィッド・グーディスの小説を映画化した長編第2作。興業面での成功には結びつかなかったが、一部の批評家は本作の芸術性を高く評価している。
原作の舞台はフィラデルフィアであるが、ベネックスはそれをマルセイユの港町に移している。主演のジェラール・ドパルデューは自殺した妹を強姦した犯人を捜す貧しい青年ジェラール・デルマスを、ナスターシャ・キンスキーは赤いスポーツカーに乗る裕福な美女ロレッタ・チャニングを演じる。
本作は1983年の第36回カンヌ国際映画祭のコンペティション部門で上映されたが無冠に終わった 。翌1984年の第9回セザール賞（英語版）では3部門にノミネートされ、美術賞をヒルトン・マッコニコが受賞した。

## キャスト
- ジェラール・ドパルデュー：ジェラール・デルマス
- ナスターシャ・キンスキー：ロレッタ・チャニング
- ドミニク・ピノン：フランク
- ビクトリア・アブリル：ベラ
- ヴィットリオ・メッツォジョルノ：ニュートン・チャニング（ロレッタの兄）
- ベルティス・リーディング：ローラ
- ガブリエル・モネ：トム